# Райден
Райден (нем. Reiden) — коммуна в Швейцарии, в кантоне Люцерн. 
Входит в состав округа Виллизау. Население составляет 5912 человек (на 31 декабря 2006 года). Официальный код — 1140.

## Состав коммуны
- Лангнау-Райден
- Рихенталь